# Stuttgarter Kickers
Stuttgarter Kickers je njemački nogometni klub iz grada Stuttgarta. Osnovan je 21. rujna 1899. godine. Igra na stadionu "GAZI-Stadion auf der Walden" kapaciteta 11.544 gledatelja. Trenutačno se natječe u Regionalliga Südwest.
Najveći uspjeh kluba je nastupanje u prvoj Bundesligi u sezonama 1988./89. i 1991./92., ali oba puta su završili na 17. mjestu i ispali u niži rang natjecanja.

## Poznati igrači
Od poznatih igrača koji su igrali za ovaj klub ističu se:
- Robert Prosinečki, junior Kickersa od 1974. do 1980. godine
- Jürgen Klinsmann, od 1981. do 1984. godine
- Fredi Bobic, od 1984. do 1990, i od 1992. do 1993. godine

## Vanjske poveznice
- Službene stranice